# STS-2
La STS-2 è una missione spaziale del Programma Space Shuttle.
Fu la seconda missione spaziale del programma Space Shuttle e la seconda che vedeva impegnata la navetta Columbia che diventava di fatto la prima navicella spaziale ad essere riutilizzata per un secondo volo.

## Equipaggio
| Ruolo      | Equipaggio               | Equipaggio               |
| ---------- | ------------------------ | ------------------------ |
| Comandante | Joe Engle Primo volo     | Joe Engle Primo volo     |
| Pilota     | Richard Truly Primo volo | Richard Truly Primo volo |